# Reforma escocesa

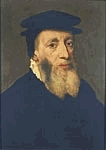
En John Knox és considerat com el líder de la Reforma Escocesa

L'expressió Reforma escocesa fa referència a la ruptura oficial del regne d'Escòcia amb l'Església catòlica romana de l'any 1560. Reforma que cal contextualitzar amb la Reforma protestant de Luter i les diferents guerres de religió que se'n van derivar a la resta d'Europa. Va ser la més àmplia reforma protestant d'Europa. L'any 1560 el parlament escocès aprova l'Acta de Reforma mitjançant la qual repudia l'autoritat del Papa. Una acta que responia en realitat a un desig de rebuig a l'hegemonia francesa. Així va acabar per triomfar políticament parlant la influència anglesa sobre la francesa. I és que abans d'això, Escòcia estava sota l'autoritat de la regent Maria de Guisa, de confessó catòlica, que governava en nom de la seva filla abscent Maria I d'Estudard. Els Guisa van ser precisament l'un dels responsables d'iniciar les guerres de religió a França.